# Axiome d'un allemand standard unique
L'axiome d'un allemand standard unique (en allemand : Axiom des Einheitsdeutschen,) est un concept linguistique qui dit que la langue allemande doit avoir seulement un standard unique. Cette idée existe depuis Johann Christoph Adelung depuis la dernier partie du XVIIIe siècle, et plus tard avec les frères Grimm au XIXe siècle, mais surtout depuis la Première Guerre mondiale et la période fasciste. Cette norme supprime cependant comme présupposition définissant le domaine certaines normes non dominantes, telles que l'allemand standard autrichien ou l'allemand standard suisse,. Le concept, qui est fortement contesté dans la dialectologie allemande, a été appliqué à d'autres langues, par exemple le croate ou le catalan.

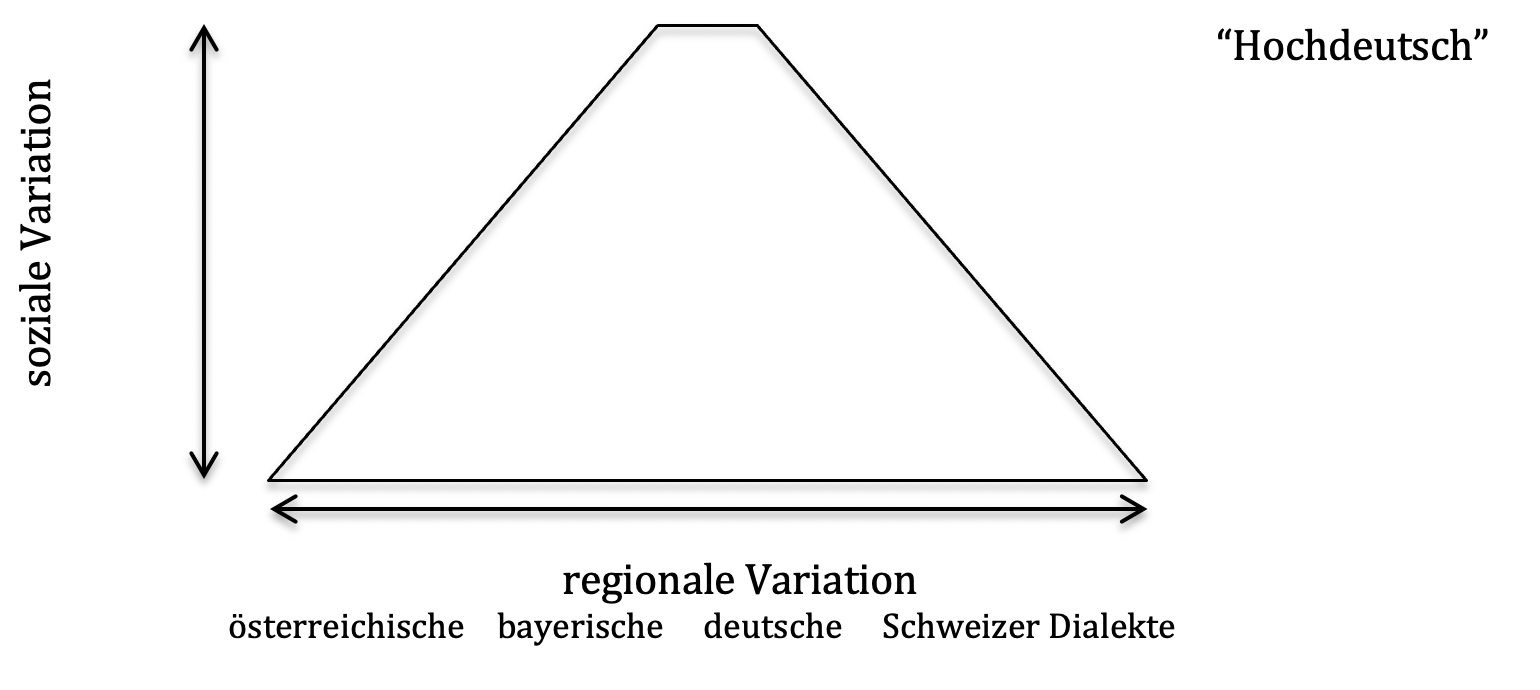
One Standard German Axiom schématisé visuellement (selon Dollinger 2019: Fig. 4)

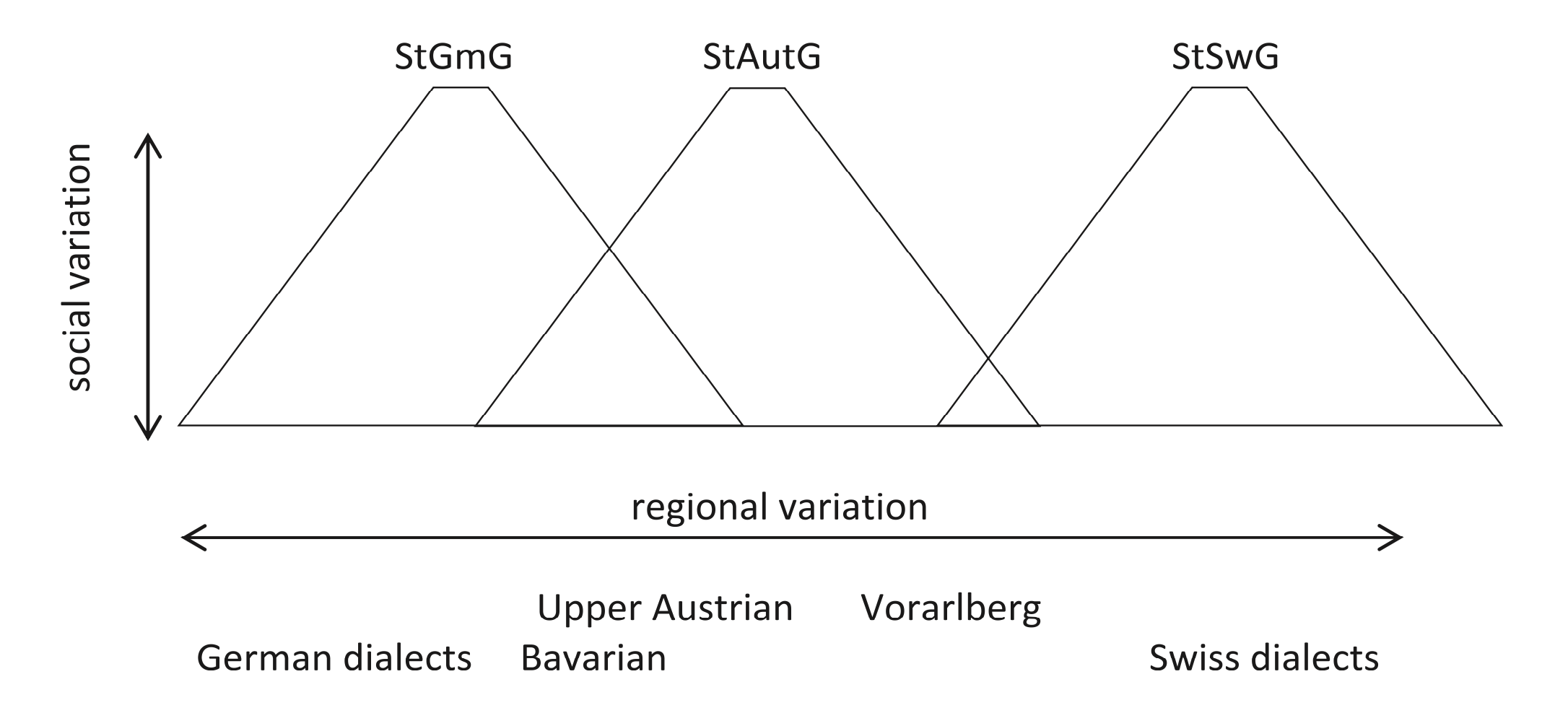
Allemand aujourd'hui avec trois standards (selon Dollinger 2019: Fig. 4.3)

## Débat linguistique
En 2019, le linguiste Stefan Dollinger de l'Université de la Colombie-Britannique (Canada) a proclamé l'axiome en réponse aux vues dialectologiques allemandes dominantes, qui croient aux normes non dominantes telles que la norme allemande autrichienne et suisse. Le prof. Lenz et ses associés ont catégoriquement rejeté cette proposition, mais n’ont pas encore réfléchi aux raisons pour lesquelles ils pourraient avoir raison.

## Sources
1. ↑  (de) Stefan Dollinger, Österreichisches Deutsch oder Deutsch in Österreich?, New Academic Press, 2021 (présentation en ligne), p. 154.
2. 1 2 3  (en) Stefan Dollinger, The Pluricentricity Debate : on Austrian German and other Germanic Standard Varieties, Routledge, 2019, p. 14.
3. 1 2  Dollinger, S. (2024). Eberhard Kranzmayer’s dovetailing with Nazism: His fascist years and the ‘One Standard German Axiom (OSGA)’. Discourse & Society, 0(0). https://doi.org/10.1177/09579265241259094
4. ↑  De Cillia, Rudolf & Jutta Ransmayr. 2019. Österreich macht Schule. Böhlau, s. 44
5. ↑  https://www.academia.edu/45577124/Brief_response_to_Nils_Langers_review_of_Dollinger_2019_The_Pluricentricity_Debate_in_ZRGS_2021_Updated_with_competing_reviews_typo_correction_otherwise_unchanged_from_the_original_2021_version
6. ↑  Ivašković, Ivan. 2024. Examining political influence on language: Contradictory linguistic lexical purging in the Croatian context. J of Language and Politics.
7. ↑  Costas-Carreras, Joan. 2021. Compositionality, pluricentricity, and pluri-areality in the Catalan standardisation. https://www.researchgate.net/publication/368295860_On_the_Epistemological_Status_of_Comparative_Standardology_and_Standardisation
8. ↑  Jutta Ransmayer, 2024, https://www.degruyter.com/document/doi/10.1515/9783111329130-004/html